# Pita de Sulawesi
La pita de Sulawesi  (Erythropitta erythrogaster) és una espècie d'ocell de la família dels pítids (Pittidae) que habita els boscos de l’illa de Sulawesi i altres properes.